# 慶應義塾大学生父親刺殺事件
慶應義塾大学生父親刺殺事件（けいおうぎじゅくだいがくせいちちおやしさつじけん）は、日本で起きた刺殺事件。

## 概要
2018年1月18日午後10時頃、慶應義塾大学経済学部に通う大学生の男Aが東京都大田区の自宅リビングで父親の腹部を果物ナイフで刺した。翌1月19日、警視庁田園調布警察署はAを殺人未遂容疑で現行犯逮捕した。その後、父親が搬送先の病院で死亡したため容疑を殺人罪に切り替えた。
刺殺された父親はAに対して暴力を振るっており、Aには殴られてできたあざがあった。Aは自らの父親のことを昭和の父親のようであると語り、Aの他にも母親や弟にも暴力を振るっていた。事件が発生した1月18日、父親は酒に酔って帰宅し、Aの高校生の弟に説教を始めた。この時にAは説教をやめないならば刺すと発言して刺していた。

### 容疑者A
Aは明るいときと暗いときの差が激しく友達を作るのが苦手で、営業職は向いていないため公認会計士を目指していた。2016年に大学に入学して大学生になってからはスーパーマーケットでアルバイトをしながら公認会計士を目指す学校にも通っていた。2017年2月には公認会計士の勉強に付いて行けないと落ち込んだ様子を見せ、同年4月からはあまり姿を見せなくなり、成人式にも来ていなかった。父親に金を出してもらって公認会計士の学校に通っていたが辞めたがっており、もし父親に辞めたいと言えば殴られただろうと同級生は語っている。
2017年の6月に公認会計士に必要な簿記の試験に不合格になってから、Aは異常になった。公認会計士の学校を辞めて、髪はぼさぼさで髭は伸びて、家族ともあまり会話せず自室に閉じこもるようになった。摂食障害のようにもなった。母親は病院で診てもらうように父親に言ったが、父親は精神病であると認めたがらないのか反対して病院での受診はしなかった。
事件の2日前である2018年1月16日に、Aは一人暮らしをしたいと言い出して自分で見つけた物件を持ってくる。両親がその物件を見に行ったところ、大学から近く家賃も高くなく、息子の生活環境を整えるためにも賛成していた。

### 被害者
被害者の父親は不動産管理をする会社の経営者であった。慶應義塾大学法学部を卒業後は研究所で勤務し、衆議院議員の秘書も勤めた。秘書を辞めてから不動産業で勤務していた。